# Бовино
Бовино (итал. Bovino) је насеље у Италији у округу Фођа, региону Апулија.
Према процени из 2011. у насељу је живело 3335 становника. Насеље се налази на надморској висини од 601 м.

## Становништво
| 1931. | 1936. | 1951. | 1961. | 1971. | 1981. | 1991. | 2001. | 2011. |
| ----- | ----- | ----- | ----- | ----- | ----- | ----- | ----- | ----- |
| 8.001 | 8.248 | 9.452 | 7.710 | 6.061 | 5.159 | 4.546 | 3.991 | 3.562 |